# Мула Володимир Романович
Володи́мир Рома́нович Мулà (22 жовтня 1989, Городенка) — український кінорежисер, продюсер, спортивний репортер, журналіст, ведучий. Перший український режисер-лауреат премії «Еммі». Заслужений діяч мистецтв України. Член Ради з державної підтримки кінематографії III скликання.

## Біографія
Народився в містечку Городенка на Івано-Франківщині. У дитинстві займався футболом та бальними танцями. 2006 року закінчив із золотою медаллю Городенківську гімназію ім. А. Крушельницького. Перші кроки в журналістиці Володимир Мула почав робити у стінах гімназії — займався підтримкою та щотижневим оновленням шкільної стінгазети.
Далі вступив на інженерно-фізичний факультет Київського політехнічного університету імені Ігоря Сікорського. 2012 року здобув диплом спеціаліста за напрямом «Інженерне матеріалознавство» двох спеціалізацій: матеріалознавство порошкових композитів і покриттів МС та нанотехнології і комп'ютерний дизайн матеріалів МС. За фахом не працював жодного дня.

## Кар'єра
Після переїзду до Києва, на другому курсі університету, Володимир Мула почав займатися підтримкою сайту Студентської профспілки, а на початку 2008 року став позаштатним кореспондентом журналу «Mediasat».
2009 року заснував нове україномовне інтернет-видання «ТелеПростір», яке почало висвітлювати телекомунікаційну галузь України. Наступного року займався запуском офіційного сайту телеканалу «Погода ТБ».
2011 року Мула вперше отримав акредитацію на Пісенний конкурс «Євробачення», який проходив у Дюссельдорфі, у рамках чого почалися прямоефірні студії, що оперативно повідомляли найсвіжіші новини конкурсу. Студії традиційно стали щорічними. Наступного року Мула почав співпрацю з журналом «Marketing Media Review», де писав про останні тенденції сучасного маркетингу.
2013 року Мула в партнерстві з продакшн-компанією «ФМ-ТВ» запустив щотижневий годинний прямоефірний проєкт під назвою LiveTime. Кожного тижня читачі порталу «ТелеПростір» мали можливість наживо спілкуватись із зірками вітчизняного телебачення, спорту, політики та шоу-бізнесу завдяки Skype-зв'язку. У студії програми разом із Володимиром Мулою працював Володимир Бірюков. В ефірі з'явилося 11 програм. Телевізійна версія проєкту виходила на регіональних каналах України.

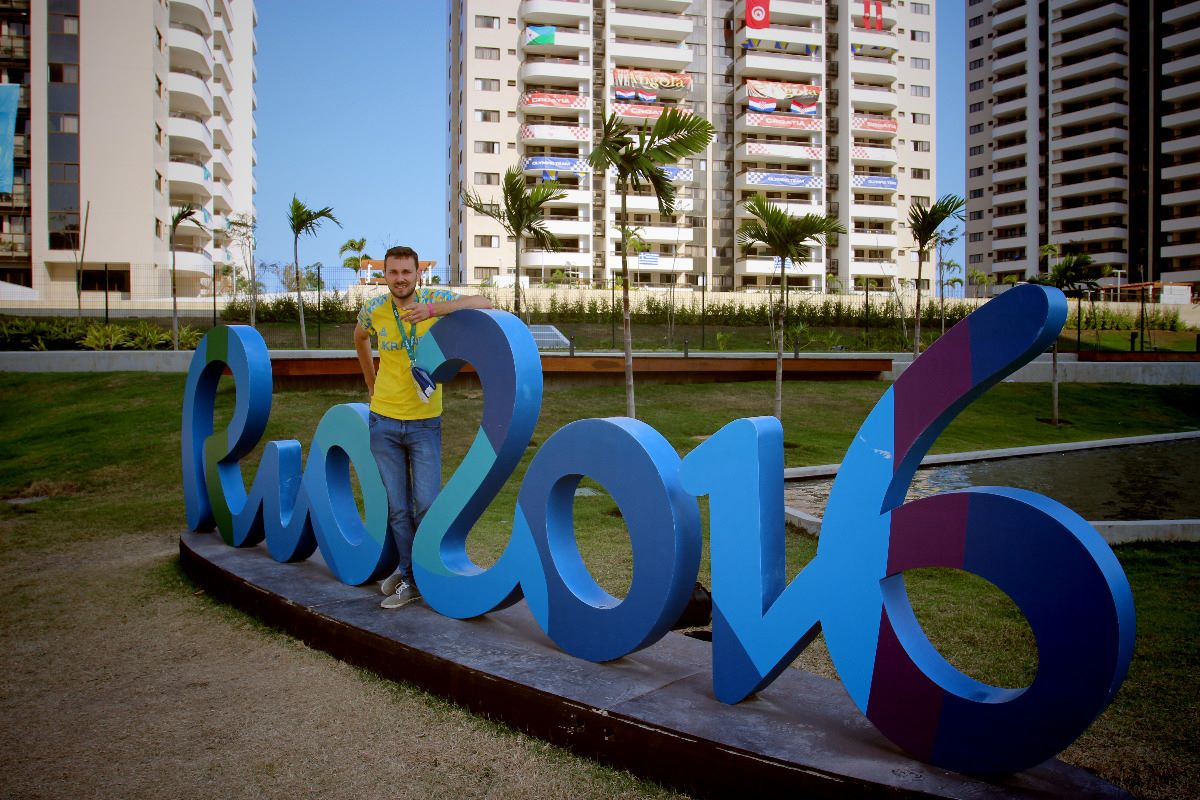
Володимир Мула у Олімпійському селищі Ріо-де-Жанейро

2014 року працював журналістом-фрілансером на Чемпіонаті Світу по футболу в Ріо-де-Жанейро для телеканалу «1+1», порталу ТСН, Львівської хвилі радіо та Громадського телебачення. Після повернення в Україну почав співпрацювати із Громадським на постійній основі, реалізував для каналу повноцінний цикл репортажів про Ріо-де-Жанейро, а також пізнавально-розважальні цикли «Балтійськими країнами» та «Американська Мрія». 2015 року Володимир опікувався спортивним напрямом на Громадському. В ефірі з'явилися спортивні студії.
У червні-липні 2016 року Мула став спеціальним кореспондентом української служби BBC на Чемпіонаті Європи по футболу у Франції. У серпні журналіст висвітлював XXXI Літні Олімпійські ігри у Ріо-де-Жанейро для української служби BBC та телеканалу ICTV.
У лютому 2018 року працював на Зимових Олімпійських іграх 2018 в Пхьончхані для телеканалу ICTV. У квітні того ж року розпочав роботу над новим документальним фільмом про українців-володарів Кубку Стенлі NHL під назвою «ЮКІ». 3 грудня 2020 року фільм «ЮКІ» вийшов у всеукраїнський кінотеатральний прокат та став найкасовішим документальним фільмом України.
У грудні 2021 року Володимир Мула завершив виробництво нової документальної картини під назвою «Нація футболу». Стрічка створена за підтримки Державного агентства України з питань кіно до 30-річчя Національної збірної команди України з футболу.
У серпні 2022 року Мула на запрошення британського режисера та продюсера Алекса Гейла долучився до створення міжнародного документального проєкту «Football Must Go On» як співрежисер. Чотирисерійна документальна сага розповідає про життя футбольного клубу «Шахтар» у сезоні Ліги Чемпіонів УЄФА 2022—2023 крізь призму війни в Україні. Прем'єра серіалу відбулася 12 вересня 2023 року на платформі «Paramount +».
У жовтні 2024 року Володимир Мула відповідно до розпорядження Кабінету Міністрів України від 11 жовтня 2024 р. № 986-р увійшов до складу Ради з державної підтримки кінематографії 2024—2026 років.
У серпні 2025 року Володимир Мула анонсував нову документальну картину під назвою «Гра на перехоплення». Стрічка створена за підтримки Державного агентства України з питань кіно.

## Перші документальні фільми

### «Американська мрія»
У 2015 році Володимир Мула власними силами і власним коштом зняв документальний фільм «Американська мрія». Картина побудована на історіях людей, які свого часу покинули рідні домівки і вирушили назустріч новому і незвіданому життю.
|                                                  | Кинувши за плечі жменю запитань я зібрав усі свої заощадження і фактично із дулею в кишені вирушив за океан, щоб показати реальний стан речей у США очима щирих і відвертих українців та вихідців із СНД, які свого часу зробили непростий вибір і покинули Батьківщину в пошуках кращого життя. Життя, яке довелось починати спочатку. Життя в зовсім іншому світі – по нових законах і зовсім інших правилах. Життя без подань і дотацій. Життя все-таки своїм коштом! |
| — режисер д/ф «Американська мрія» Володимир Мула | |

Журналіст пробув за океаном два місяці. За цей час він подолав 15 американських штатів, 11 з яких — безпосередньо із далекобійником та своїм другом Сашком Стефанюком; вони перетнули Америку від канадського до мексиканського кордонів.

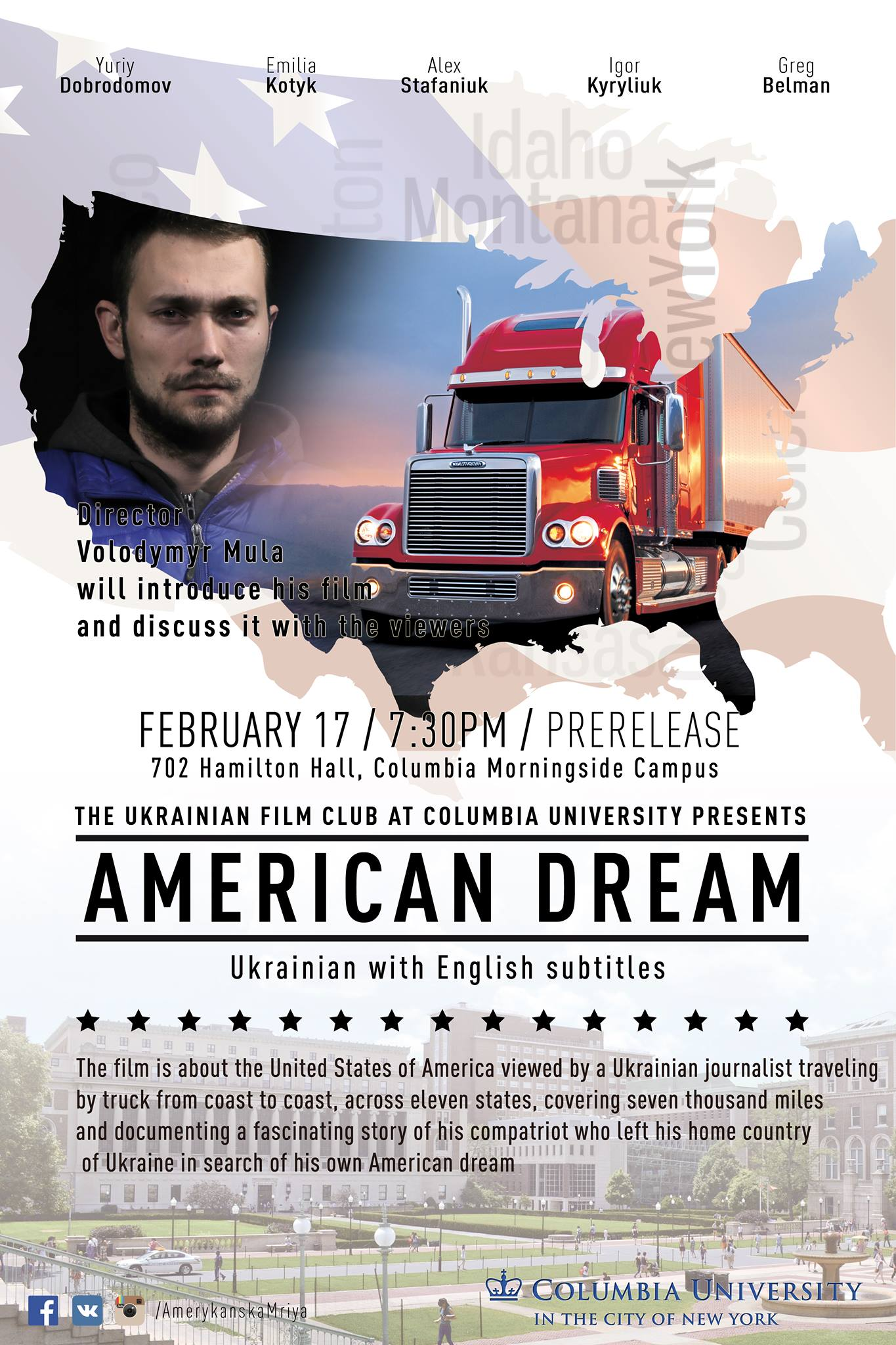
Афіша документального фільму «Американська Мрія»

На етапі продакшну до проєкту долучилися телеведучий Микола Васильков, який виступив у ролі сценариста, Тимур Мірошниченко, який став диктором, а також Андрій Луннік та Станіслав Ткачов — займалися монтажною частиною проєкту.
Робота над фільмом тривала 6 місяців. Деякі сюжетні кадри картини були дозняті уже в Києві.
|                                                      | Насправді це кіно не про еміграцію чи імміграцію. У цій роботі закладені числові координати двох типів життя, які притаманні сучасному суспільству: життя на шару і життя своїм коштом. Ми не давали оцінок, а донесли до глядача факти, цифри, свідчення, емоції. І дозволили собі зробити лише один висновок у кінці, заснований на даних, очевидність яких годі спростовувати. Цей фільм треба подивитися уважно, зосереджено, а потім сісти й подумати… |
| — сценарист д/ф «Американська мрія» Микола Васильков | |

Прем'єра стрічки відбулася 26 листопада 2015 року в столичному кінотеатрі «Кінопанорама». Наступного тижня фільм показали у Львові. Міжнародна прем'єра «Американської мрії» відбулась у Чикаго за підтримки організації Помаранчева хвиля 13 лютого 2016 року. 17 лютого 2016 року фільм показали в Колумбійському університеті Нью-Йорка, де стрічка отримав схвальні відгуки від американської аудиторії. Протягом наступних чотирьох «Американську мрію» стрічку побачили також у Філадельфії, Лос-Анджелесі та Сан-Франциско.
Телевізійна прем'єра документального фільму «Американська мрія» відбулася 25 лютого 2017 року в ефірі каналу новин «24». 7 травня телеканал НЛО TV у програмі «ПроКіноНаНло» також здійснив показ стрічки.

### «Американська мрія. У пошуках правди»

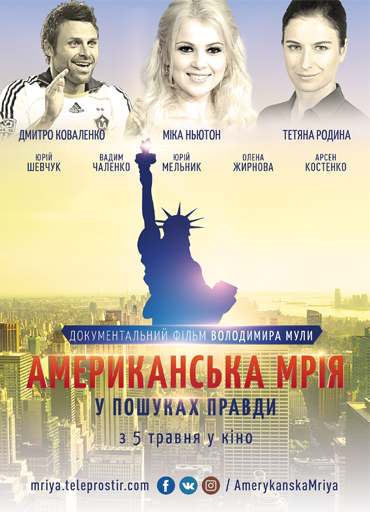
Афіша документального фільму «Американська мрія. У пошуках правди»

У 2016 році журналіст почав роботу над сиквелом фільму про життя емігрантів за океаном. Цього разу Володимир Мула подорожує по США в пошуках успішних та відомих співвітчизників, які правдиво перебирають свої долі та резюмують головну проблему України. У стрічці показані 8 успішних історій українців, які не так давно покинули Батьківщину та досягли успіху за океаном.
У мотивувальному фільми знялися співачка Міка Ньютон, голлівудська акторка Тетяна Родина, чемпіон MLS Дмитро Коваленко, лікар Юрій Мельник, програміст із Twitter Арсен Костенко, винахідник Вадим Чаленко, професор колумбійського університету Юрій Шевчук, спортивна юристка Олена Жирнова.
|                                                                    | Ми навмисно відшукали в США українців із різних сфер життєдіяльності, щоби довести, що шлях нагору таки існує і його таки можливо подолати навіть у несприятливих, чужих і дуже некомфортних для себе умовах. Через це у нас вийшла дуже пристойна мотивувальна історія, яка точно змуситьть глядача задуматися й проаналізувати, що саме у нас йде не так… |
| — режисер д/ф «Американська мрія. У пошуках правди» Володимир Мула | |

Робота над фільмом тривала рік. Знімання картини проходили на початку 2016 року протягом двох місяців у чотирьох американських містах — Чикаго, Нью-Йорку, Лос-Анджелесі та Сан-Франциско.
|                                                                        | У фільмі розкривається неголлівудська Америка. Наші герої потрапили з тепличних умов в умови жорсткого пресингу. Ми підібрали людей, які змогли перебороти в собі цей чорний квадрат, цю безодню. Вони зробили неможливе, зробили 300…500 %. Тому деякі глядачі, що вже подивилися фільм кажуть: «Ееее… ні, друзі! Ми краще залишимося в Україні, у наших умовах, аніж будемо поневірятися там! |
| — сценарист д/ф «Американська мрія. У пошуках правди» Микола Васильков | |

Прем'єра фільму «Американська мрія. У пошуках правди» відбулася 29 квітня 2017 року в Лондоні. 5 травня 2017 року стрічку презентували в рамках всеукраїнської прем'єри в Києві в кінотеатрі «Україна». У кінотеатральному прокаті фільм можна було побачити у Києві, Львові, Одесі, Харкові, Чернівцях, Івано-Франківську, Тернополі, Сумах, Рівному та Коломиї. Загалом стрічку показали 34 українські кінотеатри.
Міжнародна телевізійна прем'єра фільму відбулася 25 січня 2018 року на міжнародному телеканалі «Настоящее Время». Всеукраїнська телевізійна прем'єра фільму відбулася 28 квітня 2018 в ефірі каналу новин «24».

## Фільмографія
- 2015    Американська мрія, телевізійний документальний фільм
- 2017    Американська мрія. У пошуках правди, документальний фільм
- 2020    ЮКІ, документальний фільм
- 2021    Нація футболу, документальний фільм
- 2023    Футбол має тривати, документальний серіал
- 2025    Гра на перехоплення, документальний фільм

## Нагороди та номінації
Нагороди
- 7 травня 2021 року документальну стрічку «ЮКІ» режисера Володимира Мули визнали головною медіа-подією року в рамках премії «Ukraine Sports Media Award — 2020» від Асоціації спортивних журналістів України[35].
- 10 вересня 2021 року Володимиру Мулі присвоїли звання «Заслужений діяч мистецтв України» за значний особистий внесок у розвиток кіномистецтва, вагомі творчі здобутки та високу професійну майстерність[36].
- 2 липня 2023 року нагороджений медаллю Володимира Боденчука «Спорт та Журналістика» за вагомий внесок у розвиток національної спортивної журналістики, професійну майстерність, сприяння розвитку українського спорту, зокрема футболу[37].
- 29 квітня 2024 року режисер отримав спеціальну відзнаку «Ukrainian Sports During War» у рамках «AIPS Sport Media Awards» за документальний проєкт «Football Must Go On»[38].
- 21 травня 2024 року отримав нагороду «Еммі» у рамках 45-ї церемонії нагородження «Sports Emmy® Awards» у категорії «Outstanding Documentary Series» за документальний проєкт «Football Must Go On»[39].
- 23 грудня 2024 року здобув перемогу із документальним проектом «Football Must Go On» у номінації «Спортивний телевізійний продукт - документалістика (фільм)» від Національного олімпійського комітету України[40].
- 30 червня 2025 року Володимир Мула визнаний Найкращим спортивним журналістом України рамках премії «Ukraine Sports Media Award — 2024» від Асоціації спортивних журналістів України[41].

Номінації
- 4 лютого 2021 року фільм «ЮКІ» режисера Володимира Мули потрапив до короткого списку AIPS Sport Media Awards 2020[42].
- 23 квітня 2021 року «ЮКІ» номінували на звання «Найкращий документальний фільм року» у рамках кінопремії «Золота Дзиґа»[43].
- 1 червня 2023 року Мулу представили на здобуття Державної премії України імені Олександра Довженка[44]. Режисер отримав більшість голосів, але менше 3/4 усіх голосів членів Комітету, тому зазначена премія не присуджена у 2023 році.
- 23 січня 2024 року номінований на здобуття Національної премії імені Тараса Шевченка в категорії «Кіномистецтво» за документальний фільм «ЮКІ»[45].
- 26 червня 2024 року Мула став кандидатом на здобуття Державної премії України імені Олександра Довженка[46].
- 17 вересня 2024 року Володимира Мулу представили на здобуття Національної премії імені Тараса Шевченка в категорії «Публіцистика і журналістика» за документальний проєкт «Football Must Go On»[47].

## Волонтерська діяльність
24 квітня 2022 року в м. Балтимор (США) організував благодійний показ фільму «ЮКІ». Всі кошти від показу були передані на потреби ЗСУ.
9 червня 2023 року Володимир Мула долучився до ініціативи мера Львова Андрія Садового щодо побудови в місті Sledge-арени для ветеранів та став амбасадором проєкту «Unbroken Sport».

## Книга «Мені подзвонив Вейн»
У січні 2021 року — через місяць після офіційної прем'єри стрічки ЮКІ (фільм, 2020) — Володимир Мула розпочав роботу над рукописом під назвою «Мені подзвонив Вейн». Передмову до книги написав канадський хокеїст українського походження Вейн Грецкі.
Реліз книги відбувся на початку 2024 року.

## Цікаві факти
- Служба Безпеки України долучила репортаж Володимира Мули «Зоряні війни» або у столиці відбувся матч «Зоря» — «Легія» до розслідування сутички в центрі Києва між українськими та польськими фанатами в серпні 2015 року.
- Опісля розгрому збірної Бразилії командою Німеччини з рахунком 1:7 у рамках півфіналу Чемпіонату світу з футболу бразильський фанат накинувся на кореспондента каналу «1+1» Володимира Мулу під час його включення[51].
- Володимир Мула — єдиний український журналіст, що у 2016 році працював на трьох подіях міжнародного рівня — Rio 2016 Olympics, Stockholm Eurovision 2016 та UEFA Euro 2016 France.